# Планас, Николай
Никола́й Плана́с (греч. Νικόλαος Πλανάς, также известен как Николай Афинский; 1851, остров Наксос — 2 марта 1932, Афины) — священник Элладской православной церкви, служивший в Афинах. Был известен своим пастырским служением, ежедневным совершением литургии в течение почти 50 лет (1884—1932), помощью нуждающимся.
Канонизирован в лике святых Константинопольской православной церковью в 1992 году в лике праведного. День памяти — 2 марта (по новому стилю). Мощи находятся в храме Иоанна Предтечи «Охотника» в Афинах, в котором он служил.

## Биография
Родился на острове Наксос в 1851 году в семье Иоанна и Августины. В четырнадцать лет, после смерти отца, Николай с матерью и сестрой переехал в Афины. Жили они в бедности.
В семнадцать лет Николай, по желанию матери, женился, но его супруга умерла вскоре после рождения сына. 28 июля 1879 года Николай был рукоположён во диакона к храму Преображения «Котаки» на Плаке.
Став дьяконом, он поделил наследство со своей сестрой, а потом отдал и его, желая оплатить часть долга одного бедного соседа. После этого Николай всецело посвятил себя аскетическому образу жизни.
2 марта в 1884 года он был рукоположён во священника к храму-часовне пророка Елисея недалеко от Акрополя (храм не сохранился). Затем был переведён в храм великомученика Пантелеимона в афинском районе Неос-Козмос. Приход храма состоял из 13 семей. Однако этот храм решил получить другой священник, и договорившись со старостой, им удалось сместить отца Николая. Он был переведён в храм святого Иоанна Предтечи «Охотник» на окраине Афин (ныне в центре Афин) и стал его первым настоятелем. Приход храма состоял всего из восьми семей. Отец Николай довольствовался лишь куском хлеба, овощами, которые сам собирал, и молоком, которое ему приносили пастухи этой пустынной местности. Малые средства, которые он сначала получал, он тайно жертвовал сиротам, студентам, бедным семьям. Когда он стал знаменитым священником, через его руки стали проходить большие деньги, но и тогда он, не медля, раздавал их на милостыню.
Отец Николай был человеком простым, скромным и малообразованным. На протяжении почти 50 лет святой Николай ежедневно служил литургию с 8 часов утра до 3 часов дня. В будние дни он служил в храме-часовне пророка Елисея, а также в других маленьких храмах под Акрополем, а в субботу и воскресенье служил литургию в своём приходе. Богослужения он совершал в полном согласии с уставом, на каждой проскомидии поминал около 2500 имён.
После литургии отец Николай читал канон Божией Матери или одному из святых, а затем навещал больных. Вечером он служил вечерню или Всенощное бдение. Самоотверженное служение отца Николая привлекало в нему множество верующих из самых разных слоёв общества. Два знаменитых греческих литератора — Александр Пападиамантис и Александрос Мораитидис — были прихожанами храма, в котором служил отец Николай.
Святой Николай мирно скончался 2 марта 1932 года в возрасте 82 лет.

## Канонизация и почитание
Канонизирован Константинопольской православной церковью в 1992 году. Его мощи с этого времени находятся в серебряной раке в храме святого Иоанна Предтечи «Охотник» в Афинах.